# Eddie Scarf
Eddie Scarf   (Quirindi, 3 de novembre de 1908 - Camperdown, 7 de gener de 1980) va ser un lluitador australià, especialista en lluita lliure, que va competir durant la dècada de 1930.
El 1932 va prendre part en els Jocs Olímpics d'Estiu de Los Angeles, on guanyà la medalla de bronze en la competició del pes semipesant del programa de lluita lliure. Quatre anys més tard, als Jocs de Berlín, fou sisè en la mateixa prova.
En el seu palmarès també destaca una medalla d'or en el pes semipesant als Jocs de l'Imperi Britànic de 1938 que es van disputar a Sydney. Al novembre d'aquell any es va convertir en professional i passà a lluitar en la categoria del pes pesat. Es va coronar campió professional en derrotar al neozelandès Jim Bartlett per una caiguda a zero en quatre rondes. Va conservar el títol l'any següent.
El 29 d'abril de 1941 s'allistà a la Reial Força Aèria Australiana. Va servir a la Unitat d'Ensinistrament de Paracaigudistes des de 1943 i el 1944 va participar en un combat de lluita lliure amb Jerry Visscher durant un torneig de boxa a Madang, Nova Guinea.
Després de la guerra es va centrar en el seu negoci de carnisseria, obrint diverses botigues a Austràlia. També va ser actiu en el treball comunitari i de caritat.